# Алфеева, Лидия Николаевна
Ли́дия Никола́евна Алфе́ева (17 января 1946, Днепропетровск — 3 марта 2022) — советская легкоатлетка (прыжки в длину), бронзовый призёр Олимпийских игр 1976 года, чемпионка Европы и СССР.

## Спортивная карьера
На Олимпийских играх 1976 в Монреале Лидия Алфеева завоевала бронзовую медаль в прыжках в длину с результатом 6,60 метра. Через 4 года на Олимпиаде в Москве она заняла 8 место.
Чемпионка Европы 1976 года в помещении в прыжках в длину.
Чемпионка СССР 1974, 1975, 1976 годов в прыжках в длину.
В 1998 году указом Президента РФ награждена Медалью ордена «За заслуги перед Отечеством» II степени.
Умерла 26 февраля 2022 года (похороны состоялись 3 марта).